# Звездани систем
Звездани систем или стеларни систем је мали број звезда које орбитирају једна око друге, и које су везане гравитационом силом. Велики број звезда које су везане гравитационо могу бити отворена звездана јата, затворена звездана јата или галаксије. Строго гледано, и ови набројани објекти су такође звездани системи. Међутим, кад кажемо звездани систем, мислимо првенствено на систем звезда које су чланови и већих скупова звезда, али и унутар њих су чланови другог мањег система звезда. Израз звездани систем се понекад користи и за систем који чине звезда заједно са својим планетарним системом. Звездани системи се деле на двојне звезде и вишеструке звезде. Двојне звезде су звездани системи од два члана. Неке двојне звезде су биле познате још у античка времена, као што су Мизар и Алкор у сазвезђу Великог медведа. Вишеструке звезде или системи су системи звезда сачињени од више од два члана. Познати су системи од чак шест чланова. Нпр., звезда Кастор у сазвежђу Близанаца је шестострука звезда. Други познати вишеструки системи су: звезда Северњача која је трострука звезда. Алфа Кентаури која је систем састављен од три звезде, од којих је Проксима Кентаури најближа звезда Сунцу.
Звездани систем две звезде познат је као бинарна звезда, бинарни систем звезда или физичка двострука звезда. Ако нема утицаја плимне силе, поремећаја од других сила и нема преноса масе с једне звезде на другу, такав систем је стабилан, а обе звезде имају елиптичну орбиту око барицентра система у недоглед. (Погледајте Проблем два тела). Примери бинарних система су Сириус, Прокион и Цyгнус X-1, од којих се последњи вероватно састоји од звезде и црне рупе.
Вишеструки звездани систем састоји се од три или више звезда које се појављују са Земље да би биле близу једна другој на небу. То може бити последица тога да су звезде физички блиске и гравитацијски повезане једна с другом; у том случају то је физичка вишеструка звезда, или је та близина можда само привидна, у којем случају је то оптичка вишеструка звезда (што значи да су звезде привидно блиске једна другој када се гледају са Земље, јер обе изгледају као да заузимају исту тачку на небу, али у стварности је једна звезда можда много удаљенија од Земље, него друга, што није лако видљиво).
Већина система с више звезда су троструке звезде. Мање је вероватно да ће се појавити системи с четири или више компоненти. Вишеструки звездани системи се зову троструки, ако садрже три звезде; четвероструки или квартарни ако садрже четири звезде; петероструки с пет звезда; шестоструки са шест звезда; седмероструки са седам звезда. Ови су системи мањи од отворених скупова, који имају сложенију динамику и обично имају од 100 до 1.000 звезда. Већина познатих звезданих система су трострука; за веће множине број познатих система с задатим мноштвом експоненцијално опада с мноштвом. На пример, у ревизији 1999. године Токовининовог каталога физичких вишеструких звезда, 551 од 728 описаних система је троструко. Међутим, због ефеката одабира, поузданост ове статистике врло је непотпуна.
Системи с више звезда могу се поделити у две главне динамичке класе: хијерархијски системи који су стабилни и састоје се од угнежђених орбита које не делују много и тако се сваки ниво хијерархије може третирати као проблем с два тела или као трапезија која имају нестабилне орбите које снажно делују и моделују се као проблем n-тела, исказујући хаотично понашање. Могу имати 2, 3 или 4 звезде.

## Примери

### Бинарни
- Сириус, бинарни систем звезда који се састоји од главног низа звезде типа А и белог патуљка
- Прокион, који је сличан Сиријусу
- Мира, варијабла коју чине црвени див и бели патуљак
- Делта Цефеј, цефидска варијабла
- Епсилон Капела

### Тринарни (троструки)
- Алфа Кентаури је трострука звезда коју чине главни бинарни пар жутих патуљака (Алфа Кентаури А и Алфа Кентаури Б) и спољни црвени патуљак, Проксима Кентаури. Заједно, А и Б ;ине физичку бинарну звезду, означену као Алфа Кентаури АБ, α Cen AB или RHD 1 AB, где АБ означава да је то бинарни систем.[11] Умерено ексцентрична орбита бинарних компоненти може учинити да компоненте буду близу 11 АУ или чак 36 АУ. Проксима Кентаури, такође (иако ређе) која се назива Алфа Кентаури Ц, много је удаљенија (између 4300 и 13.000 АУ) од α Cen AB, а орбитира средишњим паром у раздобљу од 547.000 (+ 66.000 / -40.000) година.[12]
- Северњача или Alpha Ursae Minoris (α UMi), северна звезда, троструки је звездани систрем у којем је ближа звезда крајње близу главне звезде - толико близу да је била позната само из њезиног гравитацијског тегљача на Поларису А (α UMi A) све док је 2006. није сликао свемирски телескоп Хабл
- Глизе 667 је троструки звездани систем с две звезде главне врсте К и црвеним патуљком. Потенцијално насељива „супер-Земља” Глизе 667Цц орбитира око црвеног патуљка
- ХД 188753 је троструки звездани систем који се налази око 149 светлосних година удаљен од Земље у звежђу Лабуд. Систем је састављен од ХД 188753А, жутог патуљка; ХД 188753Б, наранчасти патуљак; и ХД 188753Ц, црвени патуљак. Б и Ц се врте у орбити сваких 156 дана, а као група врте се у орбити А сваких 25,7 година.[13]
- Фомалхаут (α PsA, α Piscis Austrini) троструки је звездани систем у сазвежђу Piscis Austrinus. Откривено је да је троструки систем 2013. године када је откривено да те три звезде деле правилно кретање кроз свемир
- ХД 181068 је јединствени троструки систем, који се састоји од црвеног дива и две звезде главног следа. Орбите звезда усмерене су на такав начин да све три звезде заклањају једна другу.

### Квартарни (четвороструки)
- Капела, пар дивовских звезда којима орбитира црвени патуљак, удаљен око 42 светлосне године од Сунчевог система. Има апсолутну магнитуду од око -0,47, што Капелу чини једном од најсјајнијих звезда на ноћном небу.
- 4 Кентаури
- Мизар се често каже да је била прва бинарна звезда откривена када ју је 1650. проматрао Ђиовани Батиста Ричиоли[14][15] али то су вероватно приметили и раније Бенедето Кастели и Галилео. Касније, спектроскопија његових компонената Мизар А и Б открила је да су обе саме бинарне звезде.[16][17]
- ХД 98800
- Систем Кеплер-64 има планету ПХ1 (открила га је 2012. група Planet Hunters, део Zooniversea) који кружи око две звезде, што га чини првим познатим планетом која се налази у четвероструком звезданом систему.[18]
- је први четвороструки звездани систем с планетом величине Земље.[19]
- Си Таур (Ta Tau, ξ Tauri), смештен на удаљености од око 222 светлосне године, спектроскопска је четверострука звезда која се састоји од три плаво-беле звезде главног типа Б, заједно са звездом Ф-типа. Две звезде су у блиској орбити и окрећу се једна око друге једном у 7,15 дана. Они заузврат орбитирају око треће звезде једном сваких 145 дана. Четврта звезда орбитира око три друге звезде отприлике сваких педесет година.[20]

### Петоструки
- Минтака
- [21]
- [22]
- [23]

### Шестоструки
- [24][25][26]
- Кастор[27]
- [28]
- Ако се Алкор сматра делом Мизаровог система, систем се може сматрати шестероструким.

### Седмоструки
- [29]
- [29][30][31]